# オクトバス

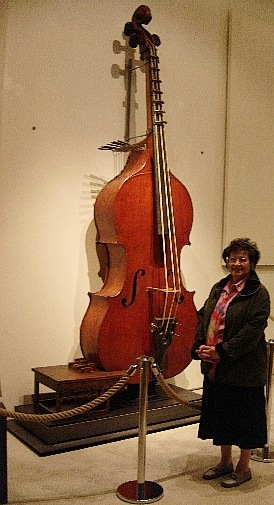
オクトバス（写真の楽器の高さは3.45m
）

オクトバス（仏：octobasse）はヴァイオリン族の中で最も大きな楽器である。これは巨大なコントラバスといったもので、高さが3.65メートルある。弦は3本しかなく、エクトル・ベルリオーズによるとC2-G1-C1に調弦されるが、現代の復元楽器では異なる調弦がされる。

## 概要
オクトバスは1849年から1851年にかけてパリの弦楽器製作家ジャン＝バティスト・ヴィヨームが作った。ヴィヨームは1851年のロンドン万国博覧会にこの楽器を出品したが、ヴィヨームの書簡によるとドルリー・レーンの火災で失われた:79。
現存する楽器の1つがパリ音楽博物館に展示されている。この楽器は1855年のパリ万国博覧会に出品したもので:42、完全な形で残る唯一のオクトバスである。
ウィーンにも別の一挺がある。これはかつてロシアのニコライ1世のためにサンクトペテルブルグに送られた楽器だが、状態がよくない:41。
オクトバスの演奏法は非常に特殊で、演奏者は楽器に取り付けられた小さな台の上に乗るが、ネックの位置が高過ぎるので直接奏者の手で弦を押さえるのではなく、手足でレバーとペダルを操作することによって弦を押さえる装置を動かす。このためにあまり速いパッセージを演奏することはできない。
シャルル・グノー『聖セシリア荘厳ミサ曲』（1855年初演）にオクトバスが使用されている:321。
ベルリオーズはオクトバスを高く評価しているが、珍楽器のレベルを脱していない。

## 復元楽器
ミラノの弦楽器制作者ピエール・ボーアは音楽家ニコラ・モネータのために1995年にオクトバスを製作した。パリの楽器のレプリカだが、ペダルがないなどいくつかのアレンジが加えられていた:44。
イタリアのアントニオ・ダッティスは2007年にオクトバスのレプリカを製作した。この楽器はアリゾナ州フェニックスの楽器博物館に展示され、定期的に演奏されている。この楽器はC0-G0-D1に調弦される。
フランスのジャン＝ジャック・パジェの製作したパリ音楽博物館の楽器のレプリカをモントリオール交響楽団が購入し、2016年以来実際の演奏に使用している。調弦はベルリオーズの記述とは異なり、A0-E1-B1になっている。

## 現代の奏者
- ニコラ・モネータ（Nicola Moneta） - イタリアのコントラバス奏者。

- エリック・チャペル（Eric Chappell） - カナダのコントラバス奏者。オクトバスは2016年より使用[12]。